# Stadio Davit Q'ipiani
Lo stadio Tengiz Burjanadze è uno stadio di calcio a Gurjaani, Georgia. È utilizzato principalmente dal club Alazani Gurjaani e si trova in Boris Paichadze St, 1500, Gurjaani, Georgia. Il campo è stato chiamato così in onore di Davit Q'ipiani.

## Storia
Lo stadio David Kipiani è utilizzato principalmente dal club Alazani Gurjaani. Il più grande risultato è stato raggiunto nella stagione 1992-93, quando ha ottenuto il 3° posto nella Umaglesi Liga. Durante quel periodo la squadra era guidata da Otar Gabelia. Lo stadio si trova in Boris Paichadze St, 1500, Gurjaani in Georgia ed è stato chiamato così in onore di Davit Q'ipiani.

## Eventi sportivi
Dopo il crollo dell'Unione Sovietica, il 17 settembre 1992 si tenne la partita amichevole tra Georgia e Azerbaigian che terminò 6-3 con 3000 spettatori.

### Calcio
| Gurjaani 17 settembre 1992, ore 21:00 CEST | Georgia           | 6 – 3 referto | Azerbaigian | Stadio Davit Q'ipiani (3000 spett.)\| Arbitro: \| Guram Sepiashvili \| |
| Arbitro:                                   | Guram Sepiashvili |               |             |                                                                        |